# Универсалы Центральной рады
Универсалы Центральной рады — политико-правовые акты программного характера, издававшиеся Центральной радой, исполнявшей функции высшего законодательного органа Украинской Народной Республики в 1917 году. 
Было издано четыре универсала, определивших этапы становления и развития украинской государственности от провозглашения автономии в рамках единого российского государства до одностороннего провозглашения самостоятельности. Написаны по образцу одноимённых актов казацких гетманов XVII—XVIII веков, автором текста является Владимир Винниченко. Тексты Универсалов, приведённых в работах В. Винниченко, Д. Дорошенко, И. Мазепы и в ряде других изданий, не всегда совпадают с оригиналами. Первые два универсала были изданы до Октябрьской революции и отображали взаимоотношения между Центральной радой и Временным правительством России; третий и четвёртый универсалы регулировали отношения Центральной рады и Совета народных комиссаров РСФСР.

## I универсал

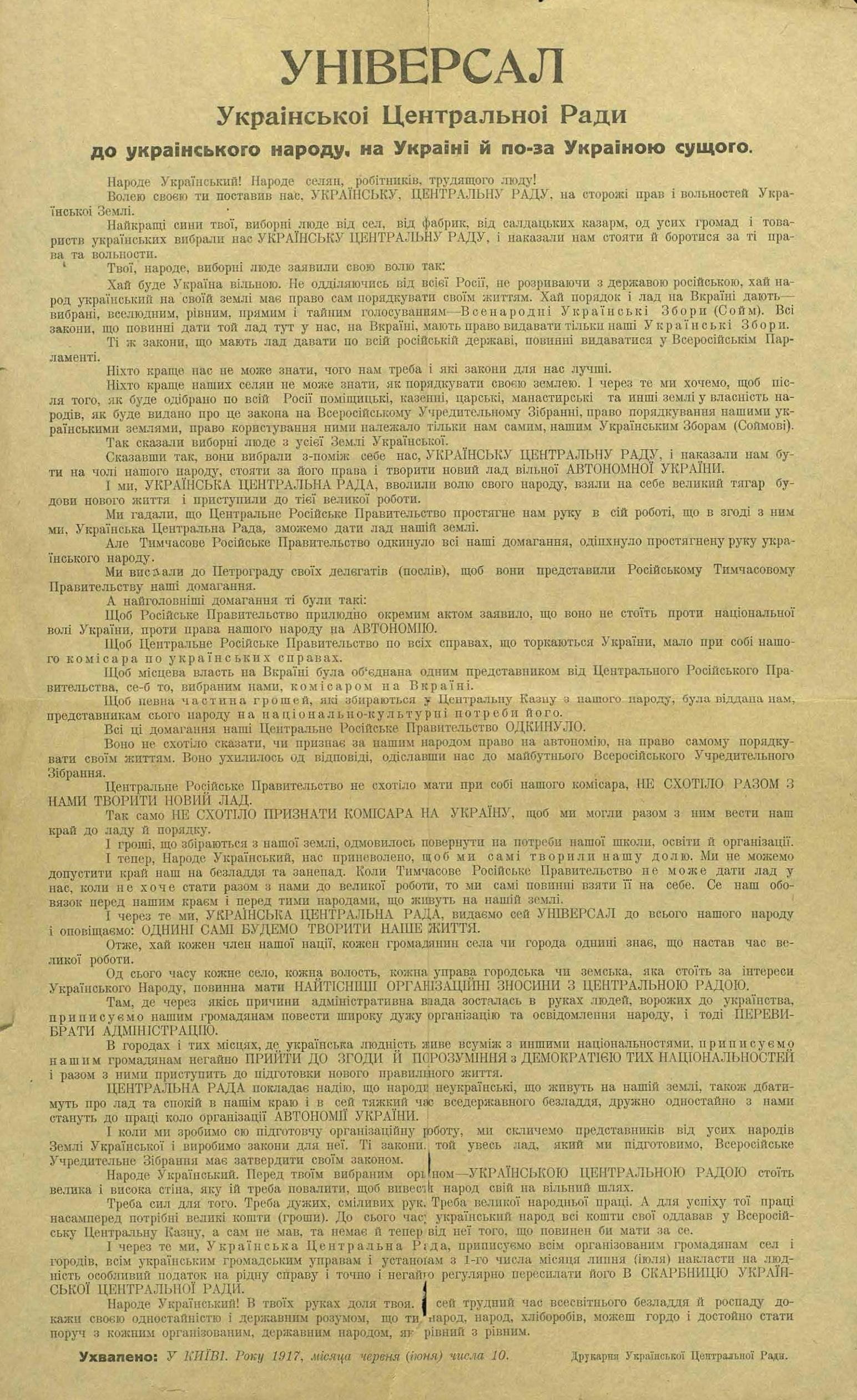
I Универсал

После того, как в мае 1917 года Временное правительство отказалось предоставить автономию Украине (даже не немедленно, а в перспективе), Центральная рада, исходя из принципа «ни бунта, ни покорности», приняла решение принять I универсал («К украинскому народу, на Украине и вне её сущему»). Текст универсала был зачитан В. Винниченко 10 (23) июня 1917 на II Всеукраинском Военном Съезде. Согласно I универсалу провозглашалась автономия Украины в составе России («не отделяясь от всей России… народ украинский должен сам хозяйничать своей жизнью»). Законодательным органом должно было стать Всенародное Украинское Собрание (Сейм), избираемое всеобщим, равным, прямым, тайным голосованием. Часть средств, полученных от сбора налогов, отныне должны были оставаться на Украине.
Учитывая многонациональный состав Украины, универсал призывал украинских граждан к согласию и взаимопониманию.
Центральная рада брала на себя ответственность за текущее состояние дел на Украине, вводились дополнительные сборы с населения в пользу Рады, но не ставилось требование о прекращении платежей в общероссийский бюджет.
По провозглашении автономии 15 (28) июня 1917 года, было создано правительство (Генеральный Секретариат).
В ответ на І Универсал Временное правительство 16 июня выступило с воззванием «Гражданам Украины», в котором предложило гражданам украинцам развивать земское и городское самоуправление и положиться на представительство своих интересов во Всероссийском Учредительном собрании.

## II универсал
Решения I универсала в Петрограде были приняты с беспокойством. Учитывая политический кризис, обусловленный массовыми демонстрациями, поражением российской армии на Юго-Западном фронте и, как следствие, утерей Галиции, Временное правительство не могло действовать исключительно силовыми мерами, так как на защиту Центральной Рады могли стать фронтовые украинские части и большая часть населения Украины. Кроме того, вооруженный конфликт мог привести к расколу среди политических сил России. В связи с этим Временное Правительство пошло на переговоры с Центральной Радой, для чего 28 июня в Киев отправились правительственная делегация в составе А. Керенского, М. Терещенко и И. Церетели. В результате переговоров был достигнут компромисс. В частности, Временное правительство признало теоретическую возможность получения Украиной автономии, а Центральная Рада обязывалась самостоятельно (без решения Всероссийского Учредительного собрания) автономию не вводить; Временное правительство разрешило создание национальных украинских военных частей, но при этом организовываться они должны были по разрешению и под контролем Временного правительства, при этом украинские части оставались в составе единой российской армии. Эти условия должны были быть зафиксированы в специальном постановлении Временного правительства Украины - II Универсале Центральной Рады. Достигнутый компромисс вызвал в России правительственный кризис, в знак протеста против любых уступок украинцам трое министров-кадетов вышли из правительства, однако постановление всё-таки было принято. 3 июля 1917 года Временное Правительство отправило в Киев телеграмму с постановлением «О национально-политическом положении Украины», содержание которого совпадало с содержанием подготовленного к оглашению II Универсала .
В тот же день на торжественном заседании украинской Центральной рады II универсал был зачитан (опубликован на украинском, русском, еврейском и польском языках). Универсал утверждал, что «мы, Центральная Рада,… всегда стояли за то, чтобы не отделять Украину от России». Генеральный Секретариат объявлялся «органом Временного правительства», его состав утверждает Временное Правительство. Признавалась необходимость пополнения Рады за счет представителей других национальностей, проживающих на территории Украины. По военному вопросу принималась возможность прикомандирования представителей Украины кабинету военного министра и Генштабу. Формирование украинских войск должно осуществляться под контролем Временного Правительства.

## III Универсал
После Октябрьского вооружённого восстания в Петрограде, на Украине большевики установили советскую власть в некоторых прифронтовых городах, началась гражданская война между сторонниками советской власти и сторонниками Временного правительства. Первоначально Центральная Рада занимала нейтральную позицию, но вскоре приступила к активным действиям и смогла установить свою власть на большей части Украины. В ноябре верховенство власти Центральной Рады признали Киевский, Екатеринославский, Одесский, Полтавский комитеты РСДРП(б), ряд Советов рабочих и солдатских депутатов городов Украины, все крестьянские Советы.
Продолжая свою государствообразующую линию, Украинская Центральная Рада (УЦР) 7 (20) ноября 1917 утвердила III Универсал, в котором провозгласила Украинскую Народную Республику (УНР) в составе федерации свободных народов, формально не разрывая федеральных связей с Россией, и демократические принципы: свободу слова, печати, вероисповедания, сборов, союзов, забастовок, неприкосновенность лица и жилья; объявила национальную автономию для меньшинств (россиян, поляков, евреев), упразднила смертную казнь, упразднила право частной собственности на землю и признала её собственностью всего народа без выкупа, установила 8-часовой рабочий день, объявила реформу местного самоуправления. Власть Центральной Рады распространялась на 9 губерний: Киевскую, Подольскую, Волынскую, Черниговскую, Полтавскую, Харьковскую, Екатеринославскую, Херсонскую и Таврическую (северные уезды, без Крыма). Судьбу некоторых смежных с Россией областей и губерний (Курская, Холмская, Воронежская и т. п.) предполагалось решить в будущем.
На декабрь 1917 года назначались выборы во Всеукраинское Учредительное Собрание, до избрания которого вся власть принадлежала Центральной Раде и Генеральному Секретариату.
Однако Украина всё ещё не претендовала на абсолютный суверенитет, так как предполагалось, что октябрьские события в Петрограде — это заговор, который вскоре будет ликвидирован. На территории Украины оставались в силе все законы, постановления и распоряжения Временного Правительства, если они не были отменены Центральной Радой или Генеральным секретариатом. Оставались все правительственные учреждения и все чиновники, назначенные Временным Правительством, до будущих изменений в законодательстве Украинской Народной Республики.

## IV Универсал
В связи с начавшимися военными действиями между Советской Россией и Украинской Народной Республикой перед Украинской Центральной Радой стали следующие задачи: мобилизовать и организовать народ Украины для отражения агрессии, отмежеваться от режима большевиков и создать условия для начала самостоятельных переговоров с Германией. С целью решения этих задач 9 (22) января 1918 года был провозглашён IV Универсал, согласно которому УНР стала «самостоятельным, ни от кого не зависимым, свободным суверенным государством украинского народа», а исполнительный орган, Генеральный секретариат, — Советом народных министров. Универсал содержал ряд важных положений: на правительство возлагалась задача «полностью самостоятельно» провести мирные переговоры с Германией и её союзниками; гарантировалась передача земли крестьянам без выкупа, констатировалась национализация лесных, водных и подземных ресурсов; взят курс на национализацию производства и торговли железом, табаком и другими товарами, устанавливался государственный контроль над всеми банками; ставилась задача в ближайшее время созвать Украинское Учредительное собрание, которое должно было принять конституцию УНР. Все граждане УНР призывались к борьбе с большевиками.
Универсал был принят на заседании Малой Рады, проголосован в Центральной Раде поимённым голосованием и опубликован на украинском, русском, еврейском и польском языках.